# Кундала
Кундала — река в России, протекает в Краснобаковском и Варнавинском районах Нижегородской области. Устье реки находится в 239 км по левому берегу реки Ветлуги. Длина реки составляет 22 км, площадь водосборного бассейна 100 км². В 8,8 км от устья принимает справа реку Старая Кундала.
Исток реки в лесном массиве в 7 км к северо-западу от посёлка и станции Шеманиха. Исток и первые несколько сот метров течения находятся в Краснобаковском районе, затем река течёт по Варнавинскому району и, наконец, перед устьем снова перетекает на территорию Краснобаковского района. Река течёт на юго-запад по ненаселённому лесному массиву, впадает в Ветлугу напротив села Сквозники.

## Данные водного реестра
По данным государственного водного реестра России относится к Верхневолжскому бассейновому округу, водохозяйственный участок реки — Ветлуга от города Ветлуга и до устья, речной подбассейн реки — Волга от впадения Оки до Куйбышевского водохранилища (без бассейна Суры). Речной бассейн реки — (Верхняя) Волга до Куйбышевского водохранилища (без бассейна Оки).
По данным геоинформационной системы водохозяйственного районирования территории РФ, подготовленной Федеральным агентством водных ресурсов:
- Код водного объекта в государственном водном реестре — 08010400212110000042963
- Код по гидрологической изученности (ГИ) — 110004296
- Код бассейна — 08.01.04.002
- Номер тома по ГИ — 10
- Выпуск по ГИ — 0